# Edwin Foresman Schoch
Edwin Foresman Schoch (Oakmont, 13 settembre 1916 – Elsberry, 13 settembre 1951) è stato un ingegnere e militare statunitense, pilota di caccia dell'United States Navy e pilota collaudatore.
Come tenente della United States Navy Reserve, ha volato in combattimento contro le forze giapponesi nel Pacifico; poi, con la fine della guerra, è divenuto uno dei più noti piloti collaudatori della McDonnell Aircraft Corporation, e ha collaudato diversi modelli di caccia a getto sperimentali e pionieristici experimental tra cui l'XF-85 Goblin.

## Biografia

### Giovinezza
Nato a Oakmont, Pennsylvania nel 1916 in una famiglia di ferrovieri che si è trasferita più volte durante la sua crescita, Edwin F. Schoch si è diplomato presso la South Park High School di Buffalo, New York, poi ha lavorato per diversi anni come impiegato ferroviario, risparmiando denaro durante la Grande depressione per potersi finanziare gli studi universitari. Si è iscritto al Politecnico della Virginia a Blacksburg, Virginia, completando gli studi con una laurea in ingegneria meccanica e un incarico di Sottotenente nell'Esercito americano.
Avendo imparato a pilotare al Politecnico della Virginia nell'ambito del programma «Reserve Officers' Training Corps», desiderava volare sui caccia. Convinto che le sue possibilità di farlo fossero migliori nella Marina che nell'Esercito, al momento della laurea nella primavera del 1941, si dimise dall'Esercito arruolandosi nella Riserva Navale degli Stati Uniti come Comune di seconda classe, e, essendo già in grado di pilotare, fu rapidamente accettato nel programma di addestramento al volo della Marina.

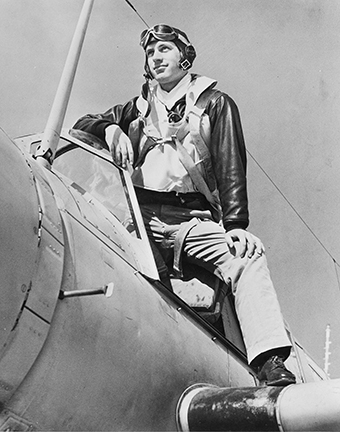
L'Alfiere Ed Schoch in un OS2U Kingfisher durante l'addestramento al volo della Marina USA.

### Seconda guerra mondiale
Una volta acquisite le ali di pilota della Marina, Schoch fu assegnato al Fighting Squadron 19, che si stava formando all'epoca in vista dei combattimenti con i Giapponesi nel pacifico come parte dell'Air Group 19. Con la sua laurea in ingegneria, Schoch fu designato come ufficiale ingegnere dello squadrone, e volò in 46 missioni di combattimento dalla USS Lexington (CV-16) nell'Estate e Autunno del 1944.
Pilotando il Grumman F6F Hellcat, abbatté 4 aerei Giapponesi durante il turno di combattimento dello squadrone, e piazzò una bomba su una portaerei Giapponese durante la Battaglia del Golfo di Leyte.

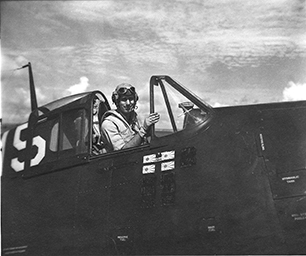
Il tenente Ed Schoch nell'abitacolo di un F6F-5 Hellcat a bordo della USS Lexington, 1944.

Alla conclusione del turno di combattimento, nel Gennaio 1945, Schoch fu assegnato al Fighter-Bomber Squadron 150, che si stava formando negli Stati Uniti in preparazione dell'invasione del Giappone prevista per il 1945, e riprese ad addestrarsi, ancora una volta come ufficiale ingegnere, sul nuovo Vought F4U-4 operando da basi sulla costa orientale degli USA e sulla portaerei USS Lake Champlain (CV-39) recentemente entrata in servizio.. La resa del Giappone rese superflua sia l'invasione, sia lo Squadron 150.
La guerra finì prima che lo squadrone e la portaerei fossero impegnate in combattimento, e Schoch lasciò la Marina nel Novembre 1945.

### Carriera alla McDonnell
Assunto subito dopo come ingegnere aeronautico dalla McDonnell Aircraft Corporation, Schoch progredì rapidamente fino alla posizione di Pilota collaudatore mano a mano che l'azienda cresceva.
Fu il decimo uomo a pilotare l'FH-1 Phantom della fabbrica, il primo caccia a getto della U.S. Navy a qualificarsi per le operazioni da portaerei, e fu il secondo pilota a far volare l'F2H Banshee, il successore del Phantom.
Il Phantom non prestò mai servizio in zone di combattimento, mentre il Banshee fu ampiamente usato durante la Guerra di Corea come velivolo da ricognizione.

Schoch è stato il solo al mondo a pilotare l'XF-85 Goblin, presso ciò che è la Edwards Air Force Base.  Il Gobin era un caccia “parassita” sperimentale, concepito per essere utilizzato dalla U. S. Air Force in congiunzione con il bombardiere B-36. Con il gigantesco bombardiere ancora indisponibile all'inizio del programma di test, per la fase di collaudo lo speciale “trapezio” necessario per lanciare e recuperare il piccolo aeroplano fu applicato a un Boeing EB-29. 

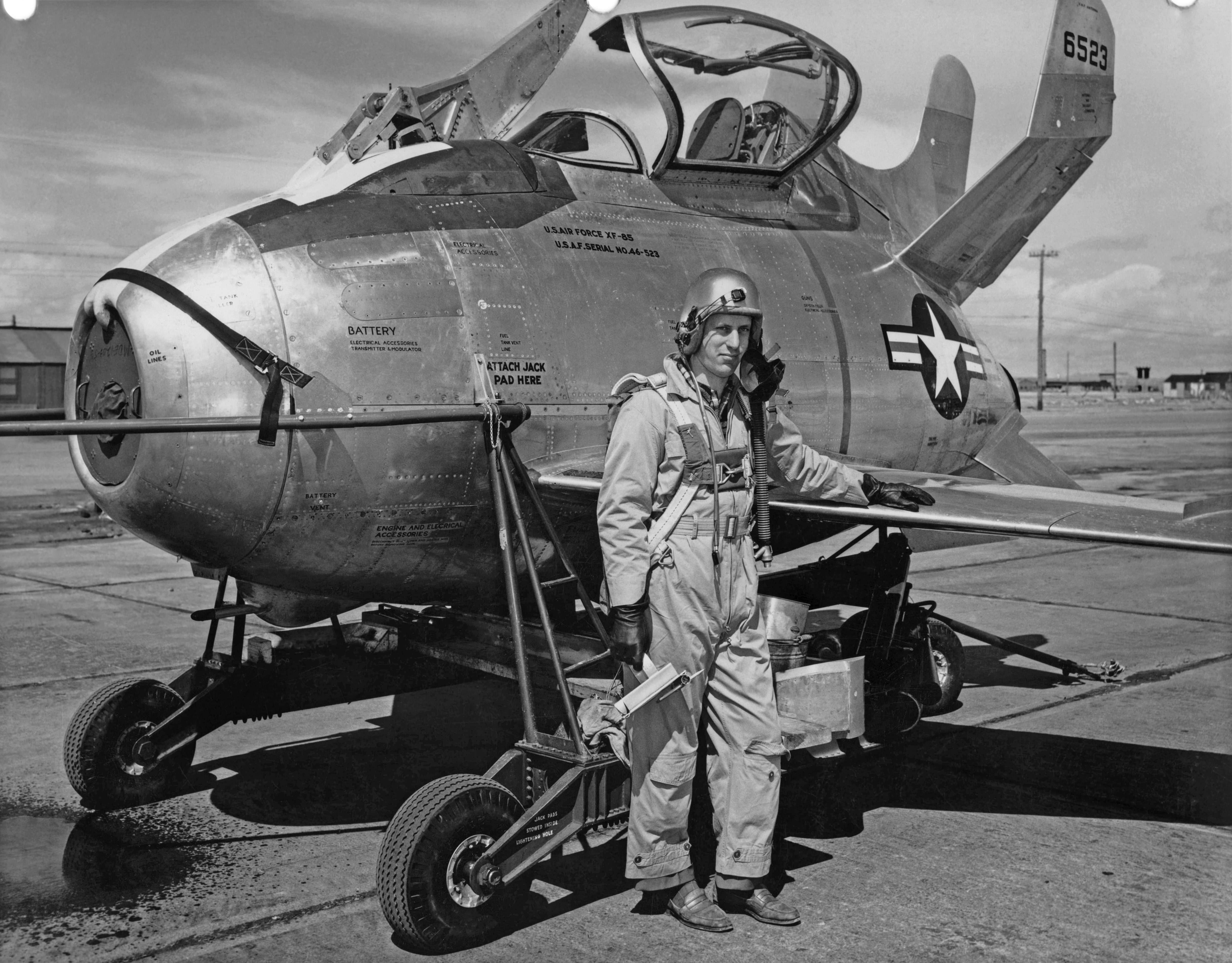
Edwin Foresman Schoch e l'XF-85 Goblin a Muroc AFB (che presto sarebbe divenuta Edwards AFB)

Pilotare il Goblin richiedeva una rilevante capacità aviatoria, considerata la difficoltà della manovra d'aggancio e la mancanza di un vero carrello d'atterraggio: in sette voli liberi, solo il secondo, terzo e quarto si conclusero con agganci riusciti con l'aereo madre EB-29, mentre i rimanenti quattro si conclusero con atterraggi d'emergenza sullo speciale pattino del parassita.
Schoch è anche stato uno dei principali piloti del programma di test del McDonnell XF-88.
Sia il programma XF-85, sia l'XF-88 furono cancellati nei primi Anni Cinquanta, ma l'XF-88 si mostrò così promettente da essere risuscitato pochi anni dopo per divenire, con diverse modifiche, il F-101 Voodoo.
Negli intervalli tra le sperimentazioni della McDonnell a Edwards Air Force Base, Schoch ha svolto numerosi voli di routine e manutenzione per velivoli già in produzione agli stabilimenti di St. Louis dell'azienda.
Inoltre, durante il servizio presso il Naval Air Test Center di Patuxent River, nel gennaio 1948 ha pilotato il North American FJ-1 Fury.

### Morte
Durante un volo di collaudo di routine sulla campagna del Missouri il giorno del suo trentacinquesimo compleanno, la fatica meccanica causò il cedimento della sezione di coda dell'F2H-2 che stava pilotando, e l'aereo si spezzò in volo. 
Perse la vita nel successivo impatto col suolo.

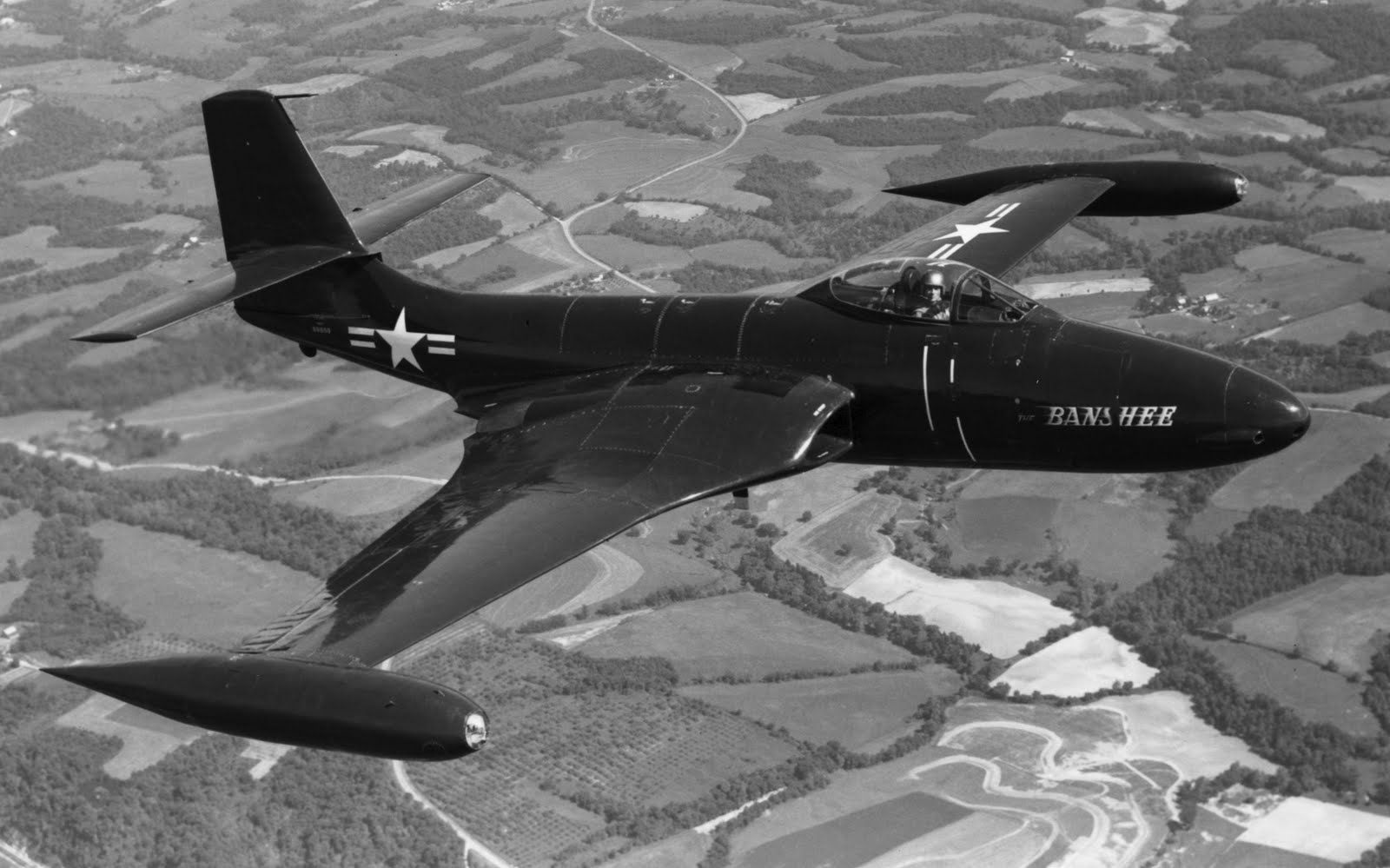
Edwin Foresman Schoch nell'XFD2 Banshee

Non si saprà mai cosa di preciso sia capitato – i pochi testimoni si trovavano a un miglio o più di distanza, e in quell'epoca l'aereo non era dotato di “scatole nere”.
Il luogo del disastro è a circa sessanta miglia a nord-ovest di St. Louis.

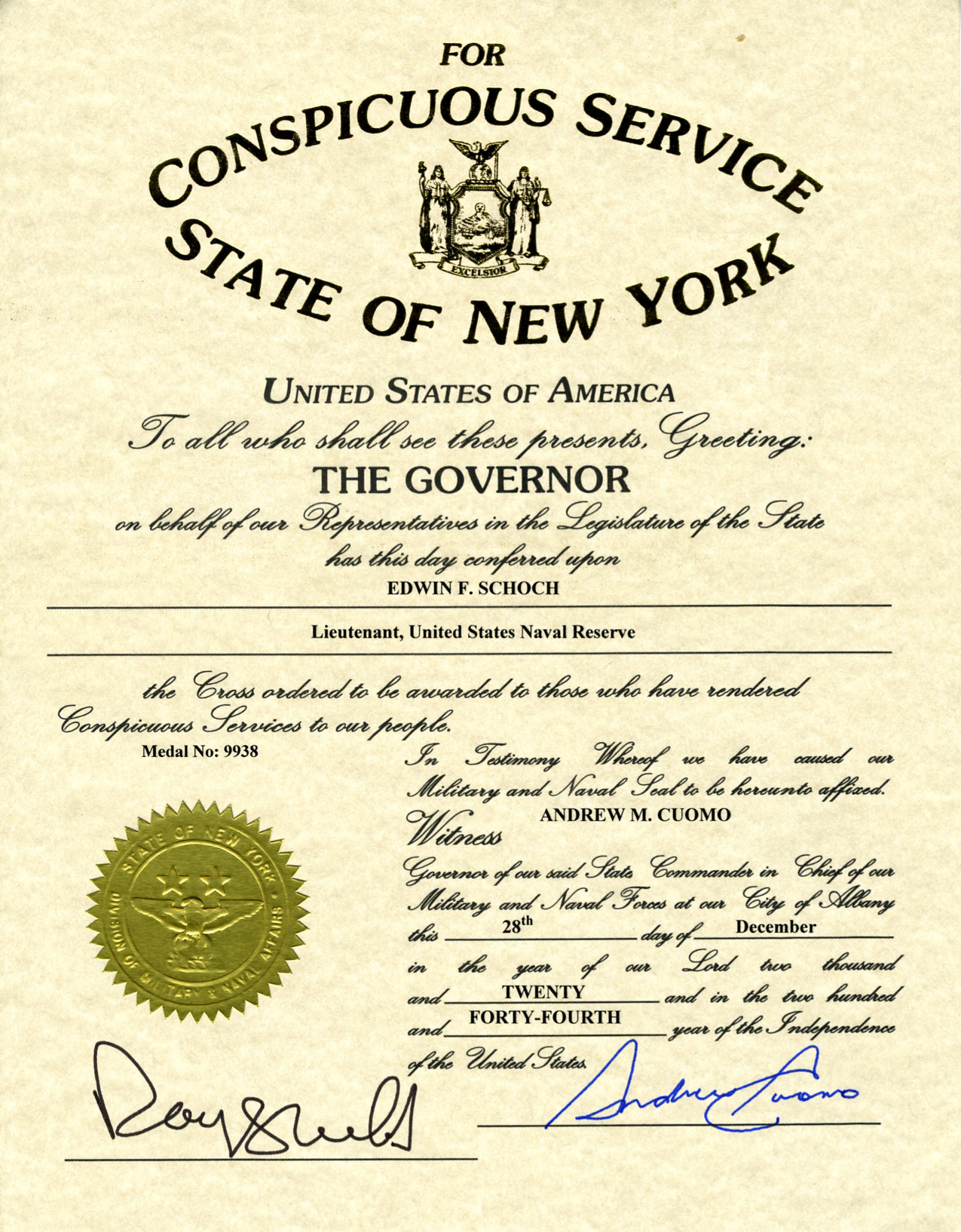
Certificato accompagnatorio della New York State Conspicuous Service Cross conferita a Edwin Foresman Schoch il 28 dicembre 2020